# 藤崎 (福岡市)
藤崎（ふじさき、福岡弁:ふみさき）は、福岡県福岡市早良区の町名。現行の行政地名は、藤崎一丁目及び藤崎二丁目である。面積は17.11ヘクタール。2022年6月末現在の人口は3,027人。郵便番号は814-0013。

## 地理
福岡市の都心部とされる中央区天神等の西南西約5キロメートル、早良区の北部に位置する。北で百道、東で高取、南東で昭代、南で原、西で弥生と隣接する。町域内は主に住宅地として土地利用がなされている。近接する西新ほどは繁華ではないものの、地下鉄の駅周辺には西新まで続くいわゆる西新商店街（通称「サザエさん商店街通り」：藤崎通り商店街、高取商店街、中西商店街、西新中央商店街、オレンジ通り商店街）の西側の入口があるほか、北側の明治通りや西側の原通りの沿線には銀行、医院、商業施設、トレーニングジムなども立地する。

### 通称としての地名
地域住民が認識する広域的な藤崎地域としては、町名の藤崎よりも広く、周辺の百道、高取、弥生など地下鉄藤崎駅から徒歩10分程度の地域を指すことが多い。

### 河川
藤崎二丁目に金屑川の支流である汐入川（準用河川）が横断している。

河川の写真
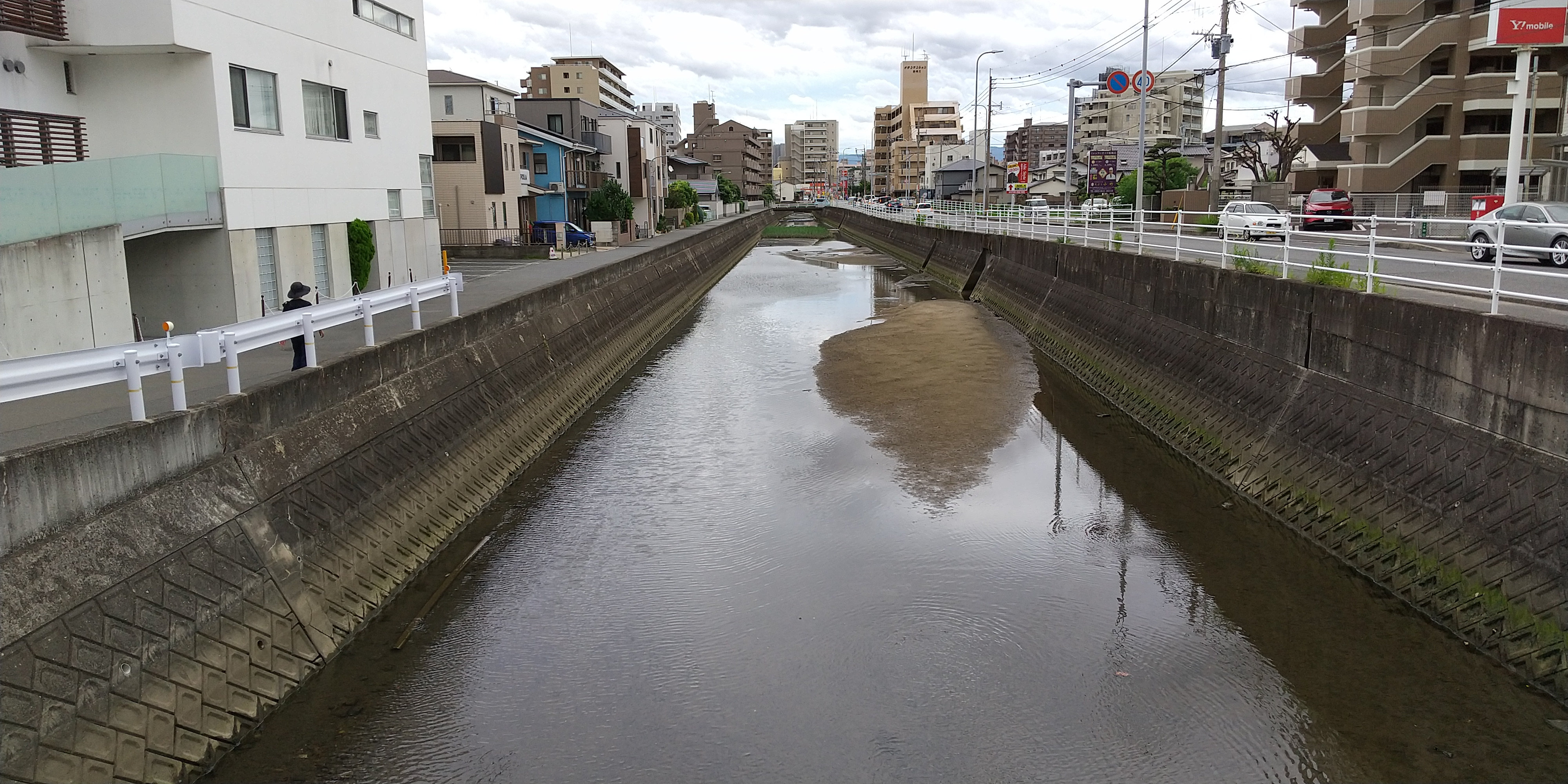
汐入川（新開橋付近、左：藤崎、右：原）
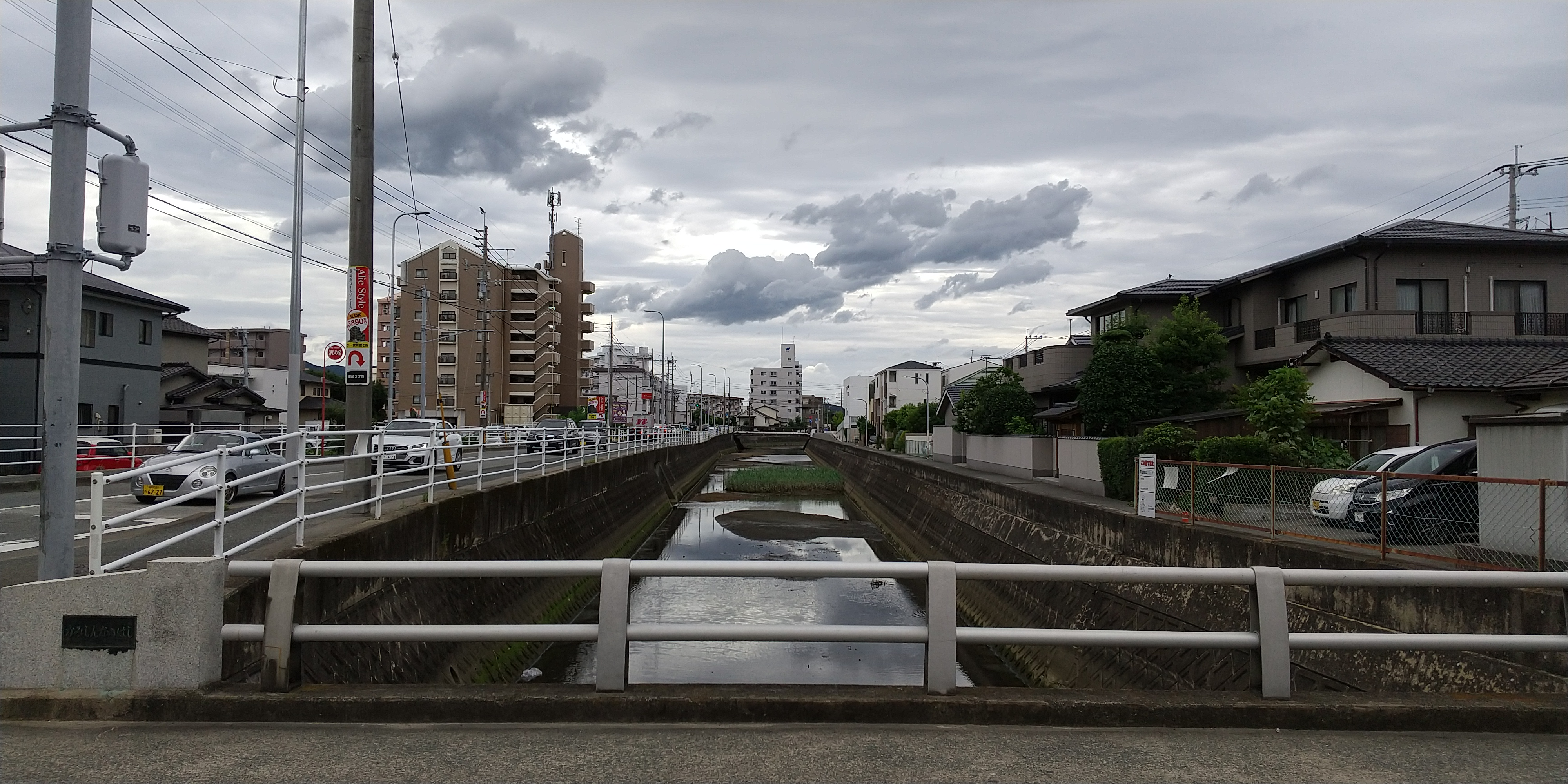
汐入川（上新開橋付近、左：原、右：藤崎）
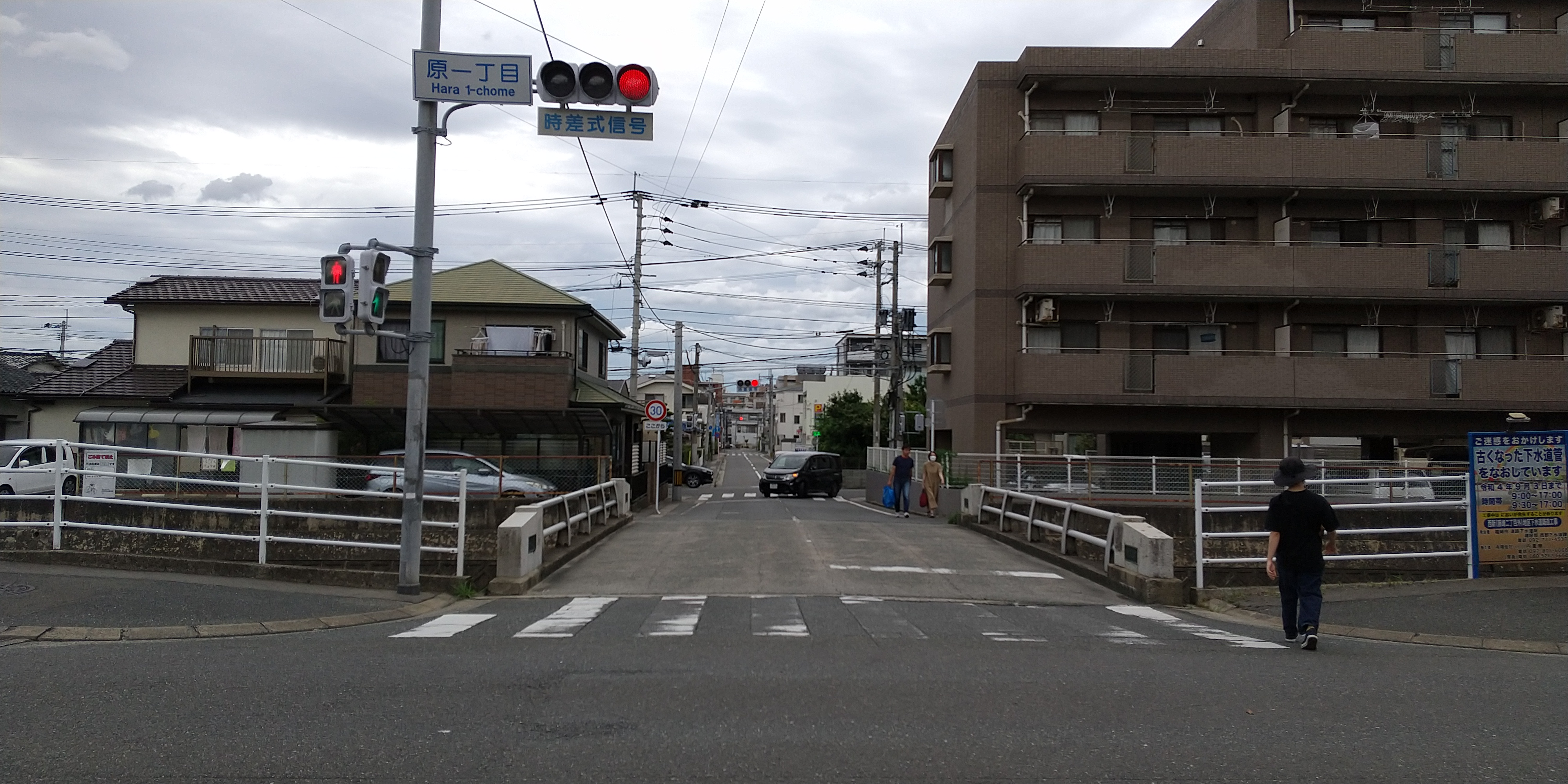
上新開橋

### 都市計画
都市計画に関しては、「福岡市都市計画マスタープラン」において定められた方針については次のとおりである。交通ネットワークとして都市の骨格となる明治通りの沿道や幹線道路である原通りの沿道は、商業、業務、サービス施設や中高層住宅などが連続した「都市軸」や「沿道軸」に位置付けられている。藤崎に西新及びシーサイドももちを合わせた地域は、都心部を取りまく東部・南部・西部の三つの広域拠点（副都心）のうち、「西部広域拠点」として位置付けられ、商業、業務、サービス機能などの誘導と商店街などと連続性のある街並みの形成、さらに、「行政核」として行政サービスの中心地としての機能充実などがまちづくりの視点とされている。また住宅地としては、中層住宅や高層住宅で形成される「中高層住宅ゾーン」として位置づけられ、良好な住環境の保全、形成などがまちづくりの視点とされている。用途地域は次のとおりである。北側の明治通りの道路境界線から南側概ね30メートルの範囲は商業地域、西側の原通りからの道路境界線から東側概ね50メートルの範囲は第二種住居地域、これら以外の範囲は第一種住居地域に指定されている。また、藤崎二丁目の一部の区域約2.9ヘクタールについては、地区計画の区域として「藤崎二丁目地区地区計画」が定められ、良好な低層住宅地としての保全を図るために、用途地域の規制に加えて、さらに建築物等に関する制限が加えられている。

## 語源
地名の「藤崎」について町内では、「かつてこの地から『筑前富士』と称される可也山がよく見えたことから「富士崎」という地名となった」と口伝されている。また、異説では、語源は縁（ふち）・前（さき）で、微高地の縁の前を呼称するものともいう。

## 歴史

### 弥生時代
現在の早良区役所の南あたりを中心に東西約370メートル、南北約310メートルにわたる範囲で、弥生時代から海岸砂丘上に存在する共同墓地の「藤崎遺跡」が発掘されている。数回にわたる調査から、遺跡の主体となる甕棺墓の数は200基に及ぶのではないかと考えられており、この他に土壙墓（どこうぼ）、石棺墓なども発掘されており、弥生時代初期から古墳時代初期に及ぶ継続的な墓地の営みがうかがわれる。また、副葬品として三角縁二神龍虎鏡、方格渦文鏡、三角縁二神二車馬鏡、珠文鏡、乳文鏡等の銅鏡が出土している。

### 町域の変遷
現在の地名は、1969年（昭和44年）における住居表示の実施に伴う地名変更によって定められたものであり、その実施前後の地名は次表のとおりである。
| 住居表示実施後           | 実施年月日         | 住居表示実施前 |
| ------------------------ | ------------------ | --- |
| 藤崎一丁目及び藤崎二丁目 | 1969年（昭和44年） | 藤崎町一丁目から三丁目まで、西新町、紅葉町一丁目から三丁目まで、弥生町一丁目から三丁目まで及び昭代町一丁目から四丁目までの各一部 |

## 人口
藤崎一丁目と二丁目を合わせた人口の推移を福岡市の住民基本台帳（公称町別）に基づき示す（単位：人）。集計時点は各年9月末現在である。
- 2001年（平成13年）：2,116
- 2002年（平成14年）：2,098
- 2003年（平成15年）：2,381
- 2004年（平成16年）：2,646
- 2005年（平成17年）：2,546
- 2006年（平成18年）：2,511
- 2007年（平成19年）：2,455
- 2008年（平成20年）：2,730
- 2009年（平成21年）：2,710
- 2010年（平成22年）：2,655
- 2011年（平成23年）：2,834
- 2012年（平成24年）：2,985
- 2013年（平成25年）：2,935
- 2014年（平成26年）：3,014
- 2015年（平成27年）：2,993
- 2016年（平成28年）：3,011
- 2017年（平成29年）：3,029
- 2018年（平成30年）：2,968
- 2019年（令和元年）：2,969
- 2020年（令和2年）：3,019
- 2021年（令和3年）：3,054

## 交通
交通に関しては、地下鉄の藤崎駅の北側でバスターミナルの藤崎バス乗継ターミナル（百道地区内）が接続し、福岡市の主要な交通結節点の一つを形成している。

### 道路
主な幹線道路は次の通り。
- 明治通り（市道千代今宿線、旧唐津街道の一部）[注釈 2]
- 原通り（県道558号内野次郎丸弥生線、旧早良街道、旧三瀬街道）
- 鳥飼姪の浜線（筑肥線の一部区間が旧国鉄時代に廃止されのちに整備された道路）
- 鳥飼藤崎線

主な幹線道路
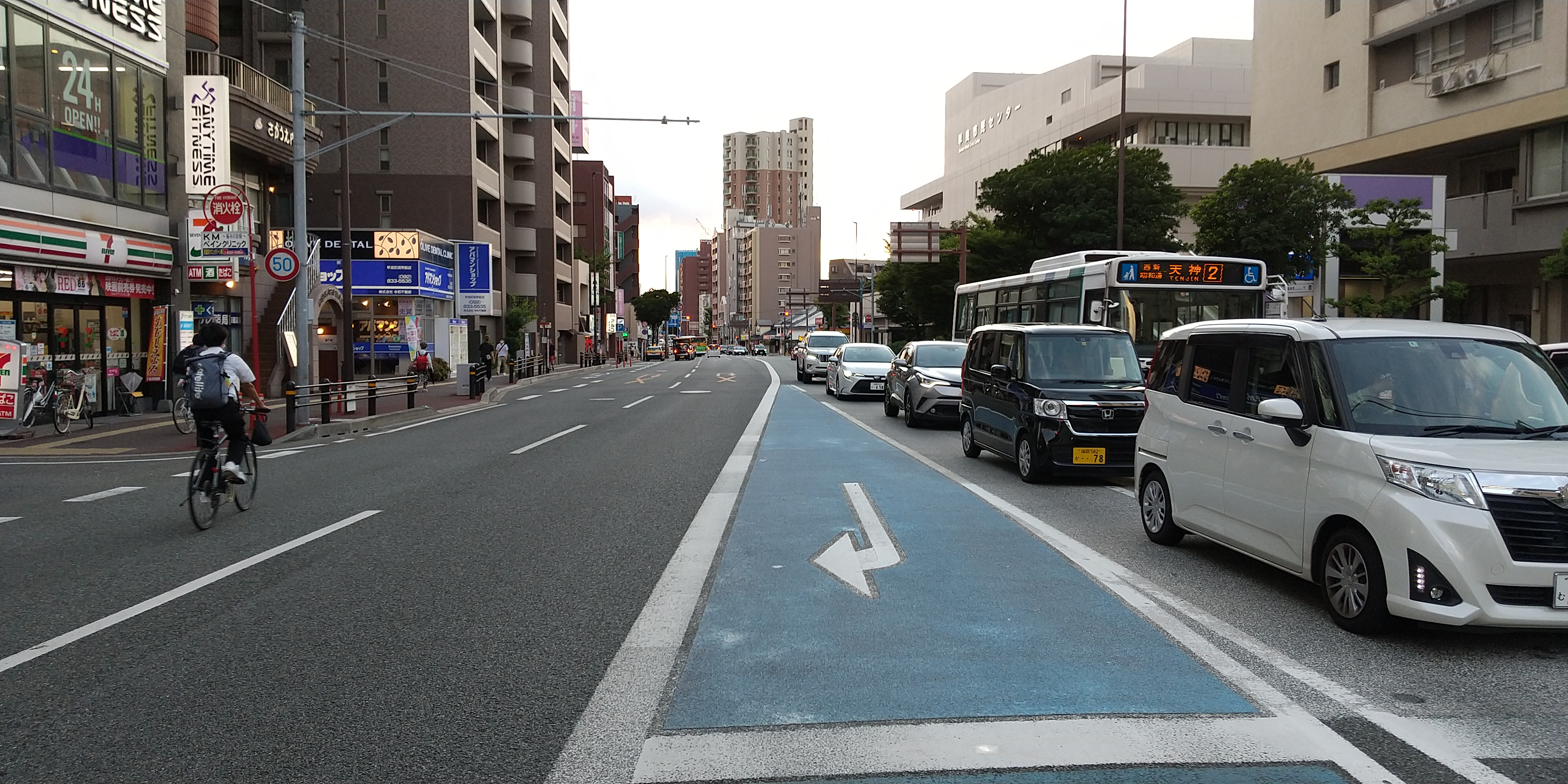
明治通り（藤崎交差点付近、左：藤崎、右：百道）
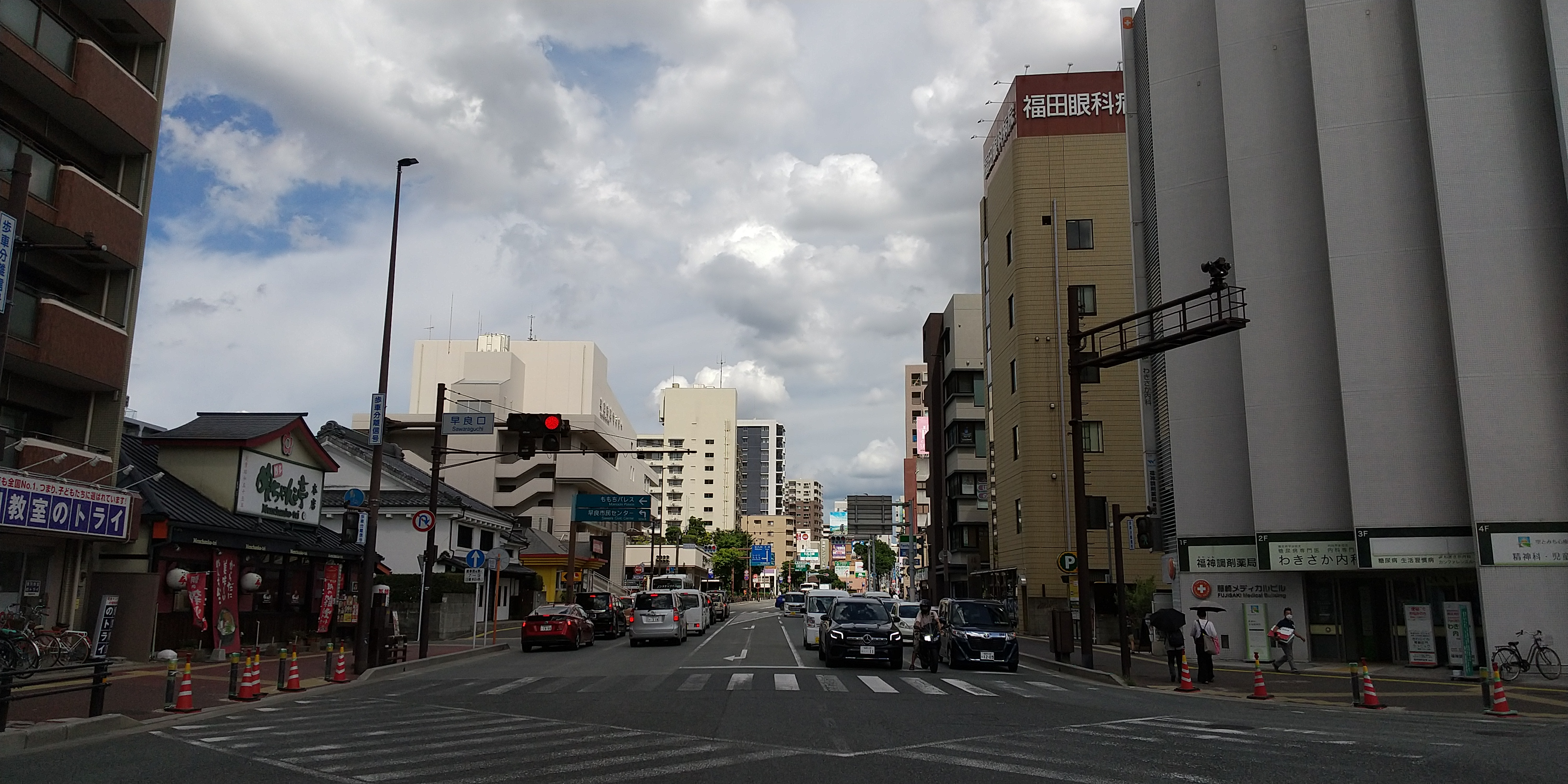
明治通り（早良口交差点付近、左：百道、右：藤崎）
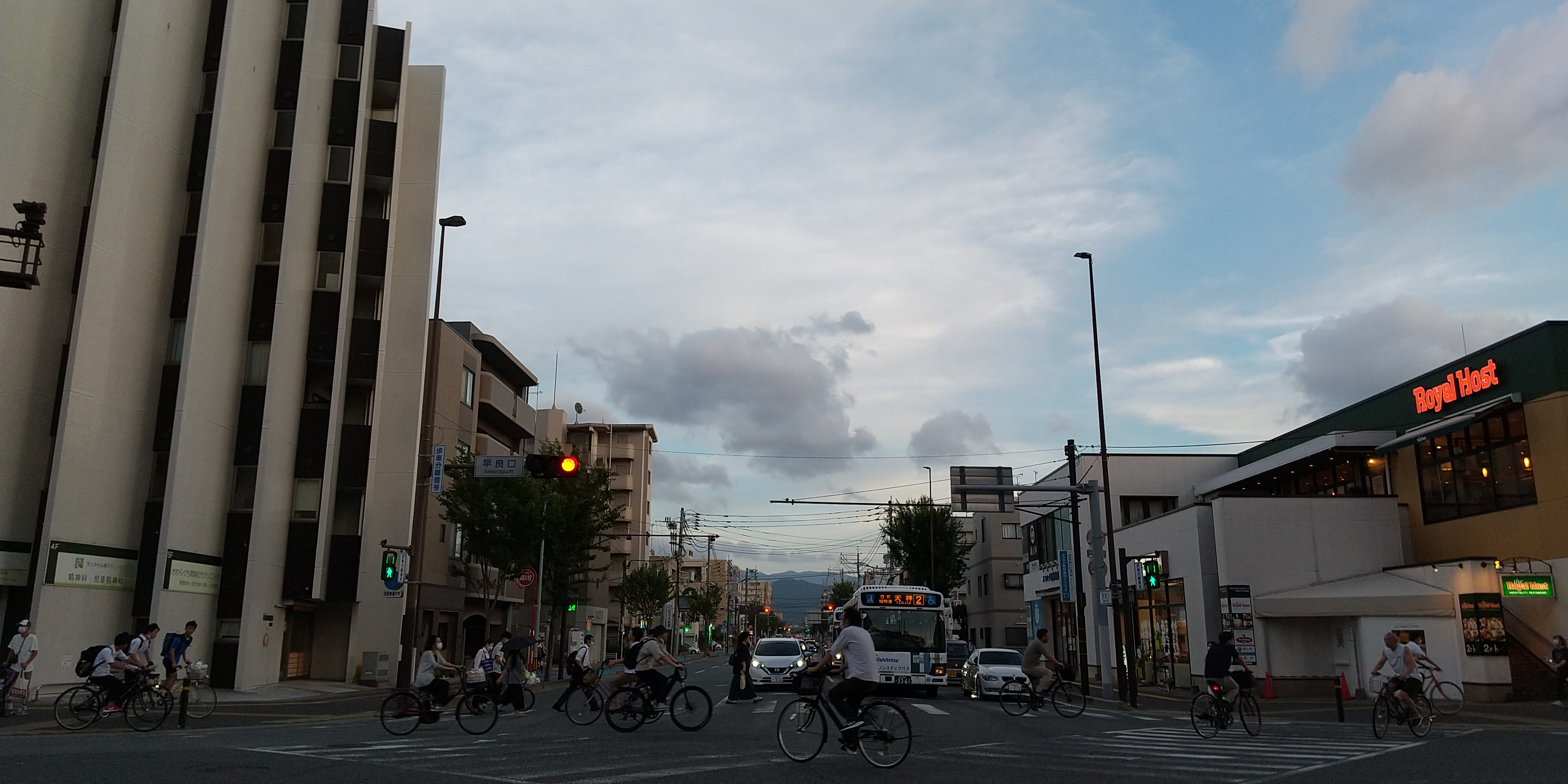
原通り（早良口交差点の南側、左：藤崎、右:弥生）
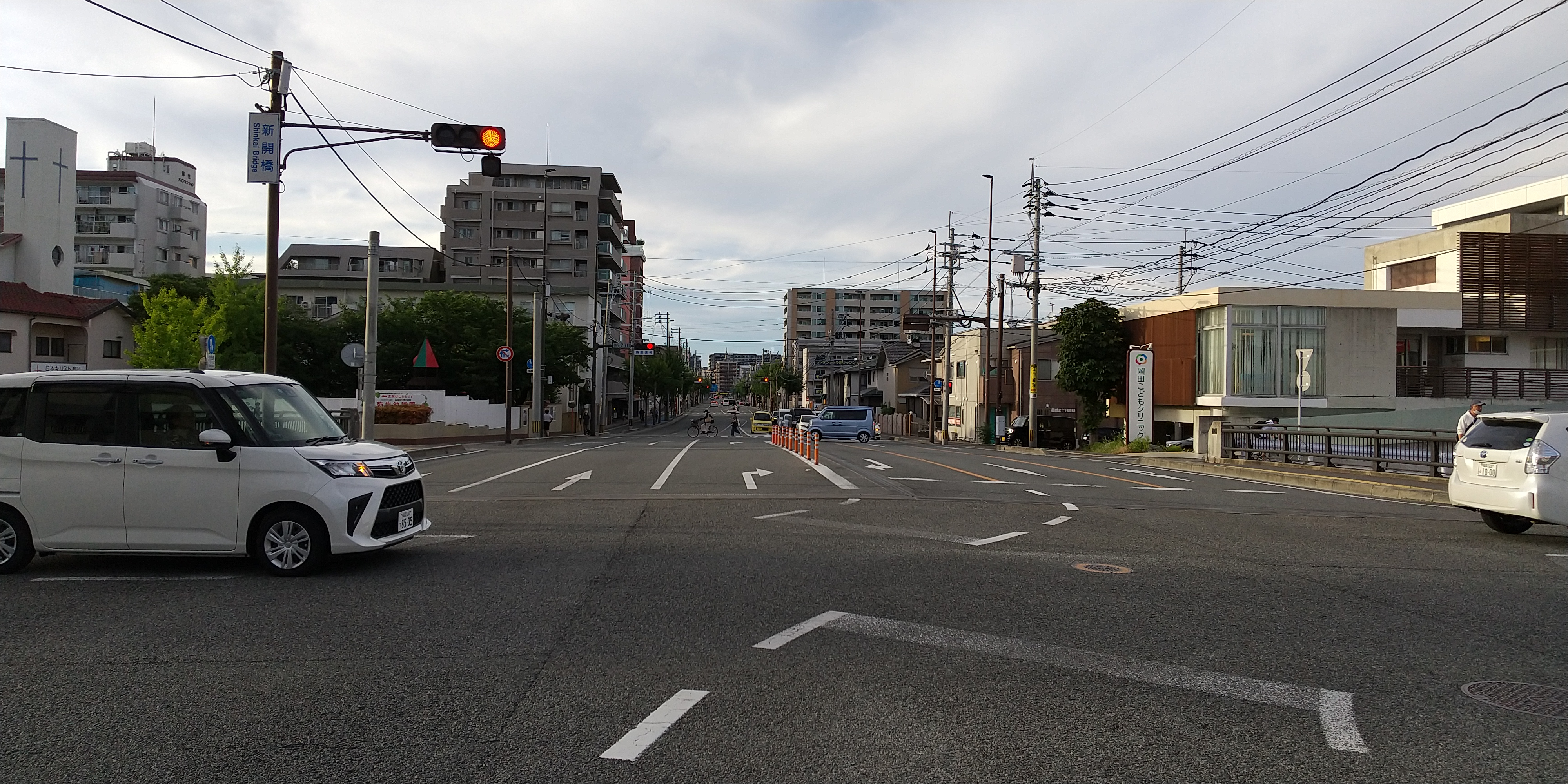
原通り（新開橋交差点の北側、左：弥生、右：藤崎）
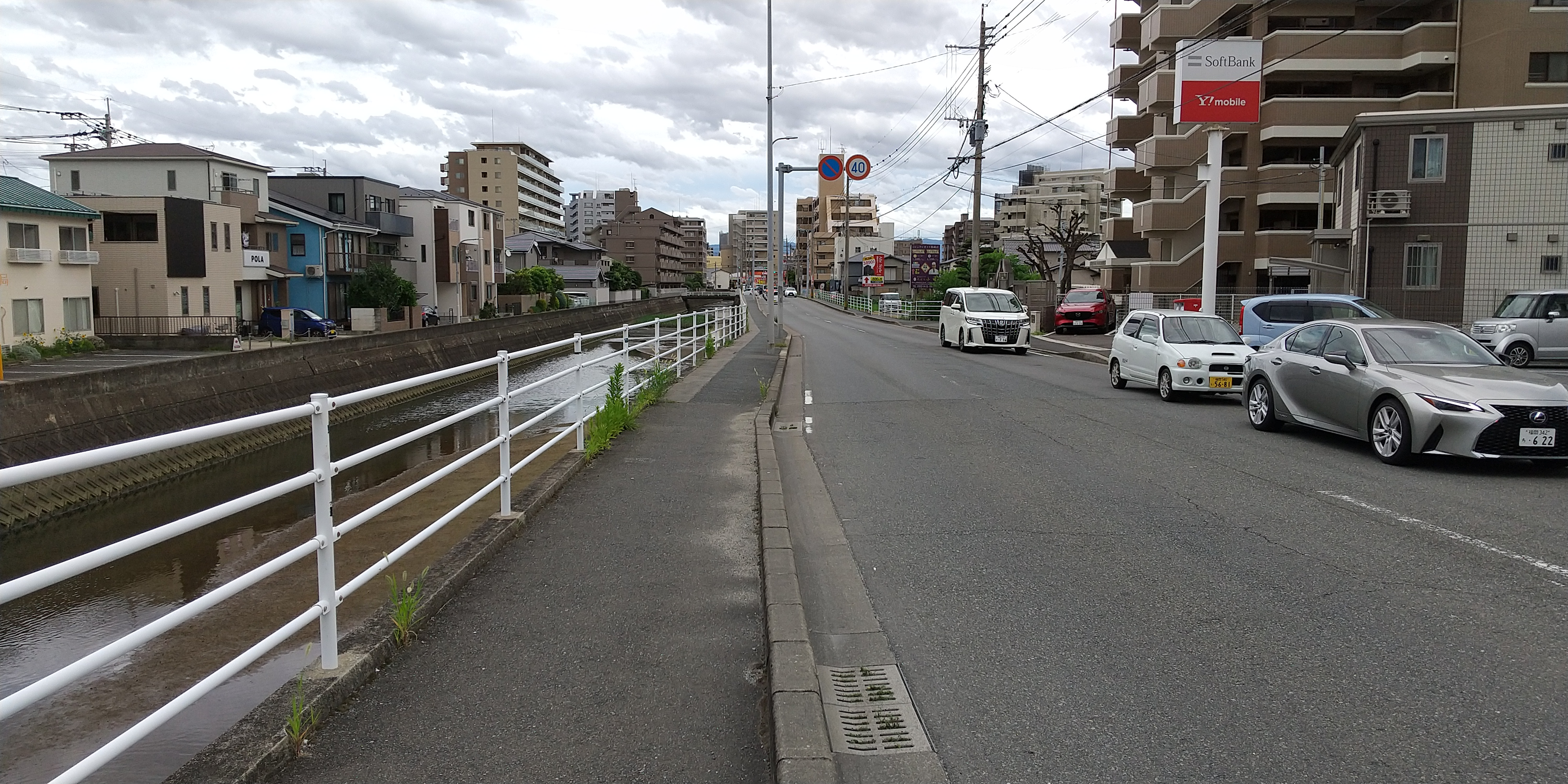
鳥飼姪の浜線（新開橋交差点付近、左：藤崎、右：原）
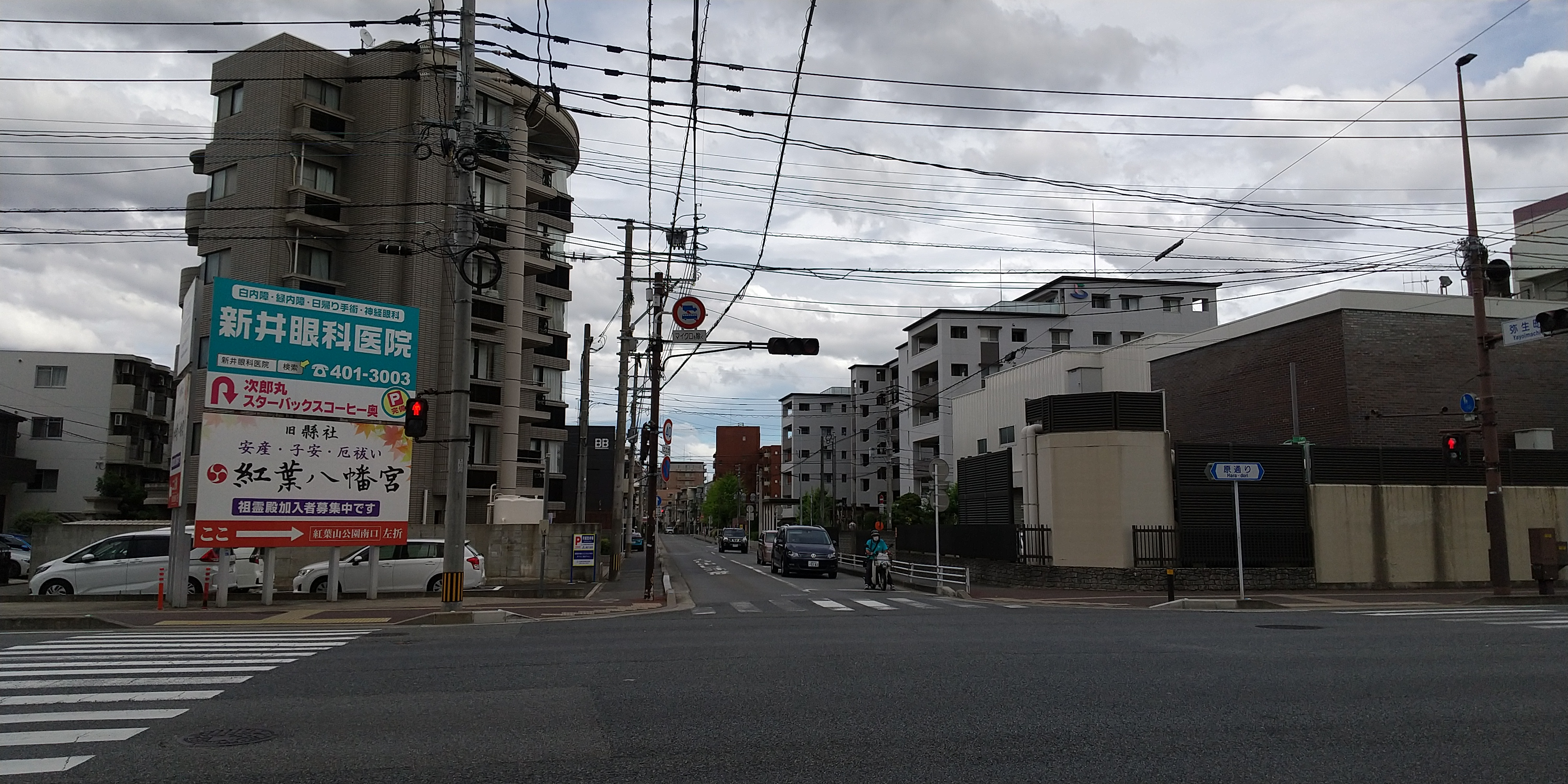
鳥飼藤崎線（弥生町交差点付近）
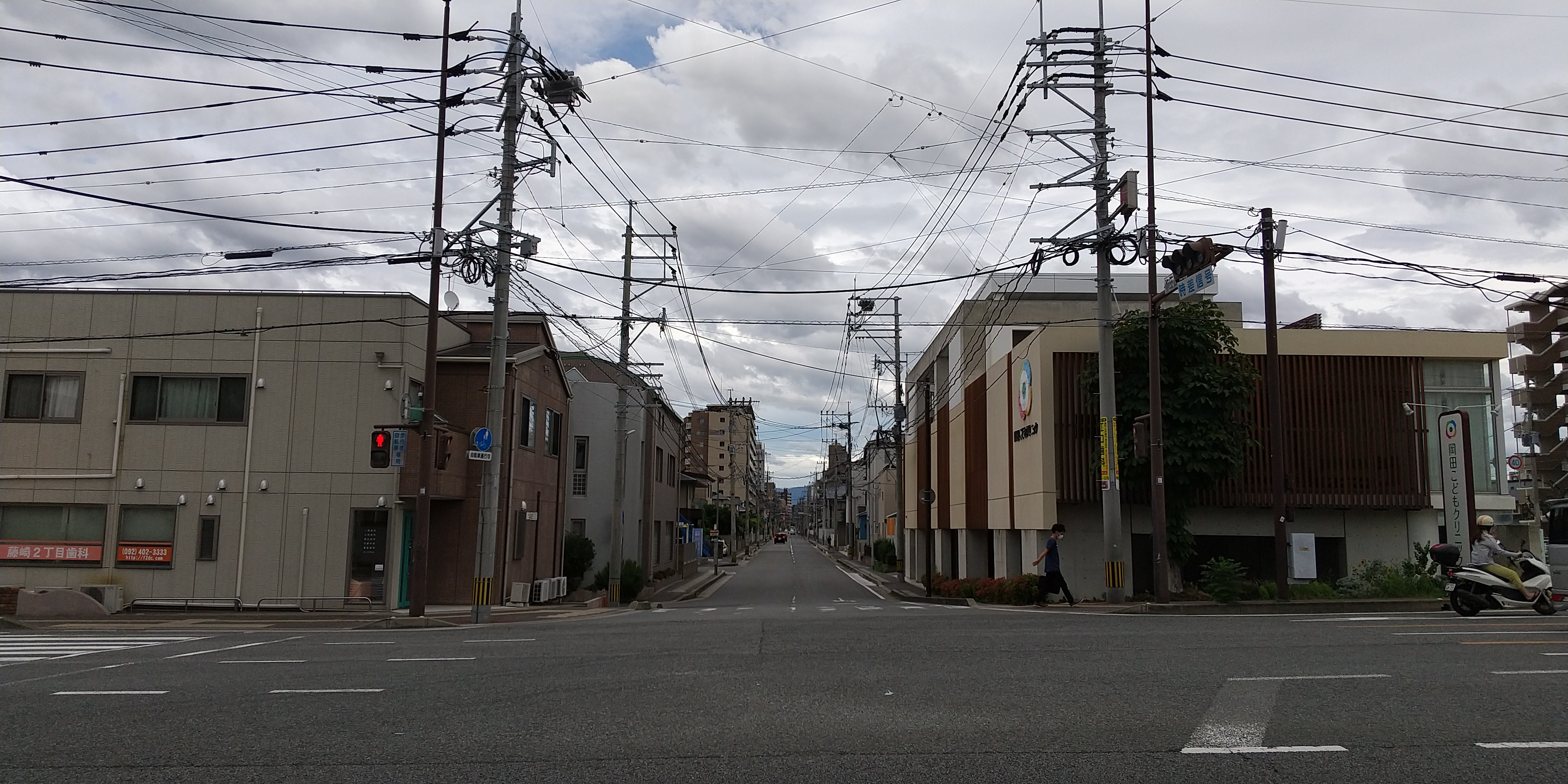
鳥飼藤崎線（弥生2丁目交差点付近）

### 鉄道
鉄道については、福岡市交通局が運営する地下鉄の福岡市地下鉄空港線が地区の北側に通っており、藤崎と百道にまたがる位置に次の駅がある。
- 藤崎駅

### バス
バスについては、西日本鉄道株式会社が運営する西鉄バスが運行しており、次の停留所等がある。
- 藤崎
- 藤崎バス乗継ターミナル（百道）

## 施設

### 公共・公益施設
- 福岡市藤崎ポンプ場[注釈 3]
- 藤崎南公園[注釈 4]
- 藤崎1号公園[注釈 5]

公共・公益施設の写真
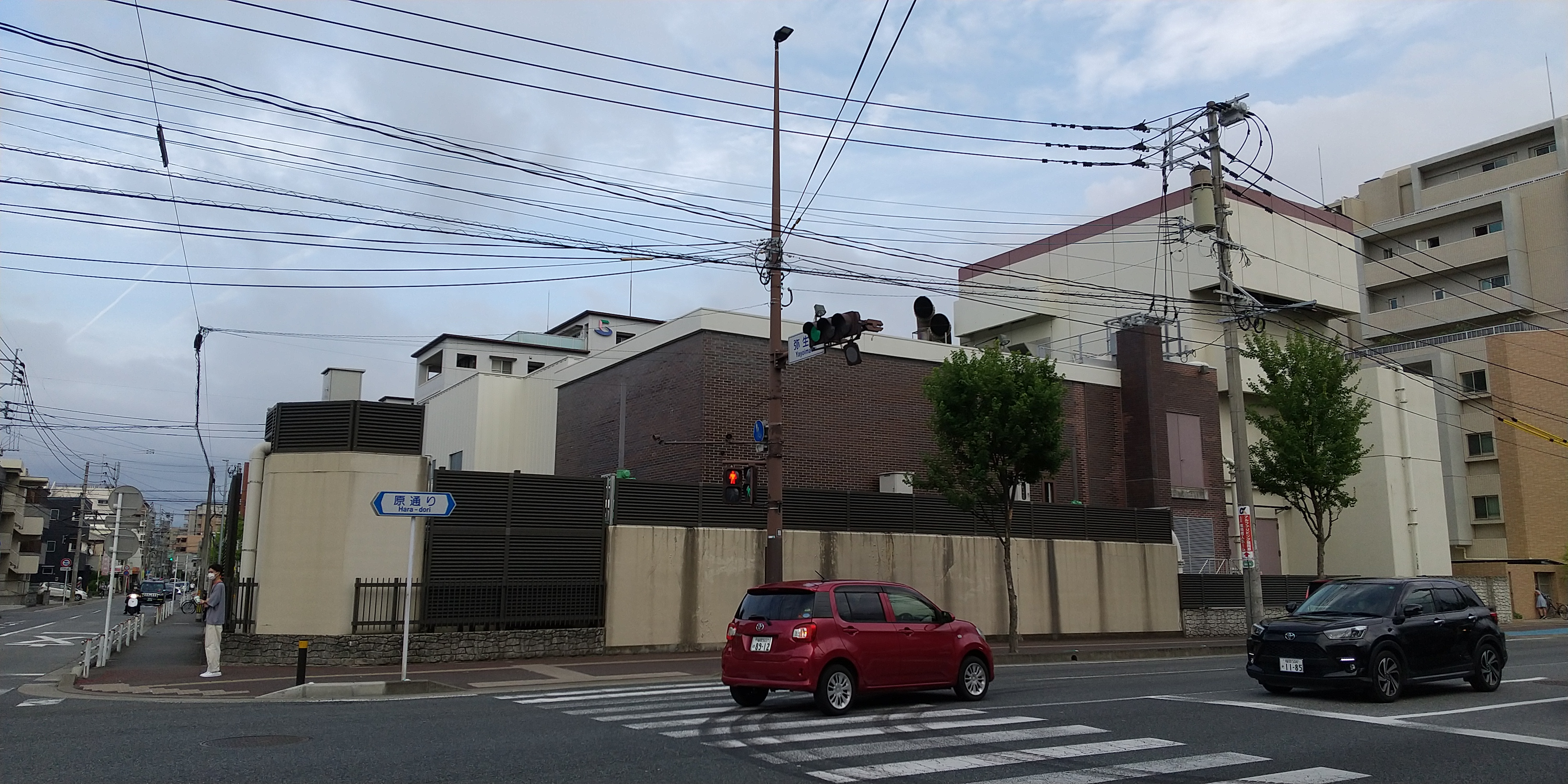
福岡市藤崎ポンプ場
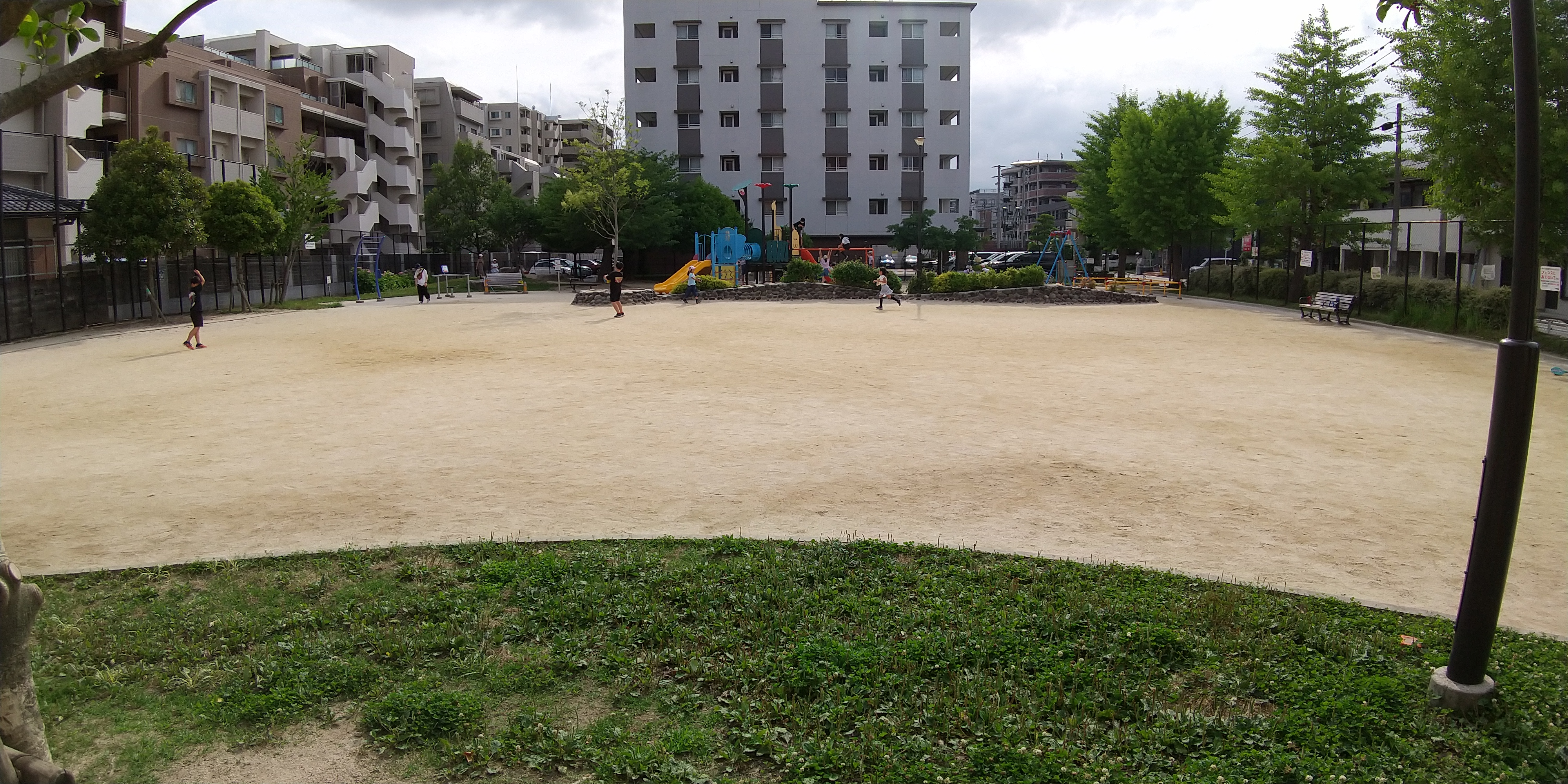
藤崎南公園
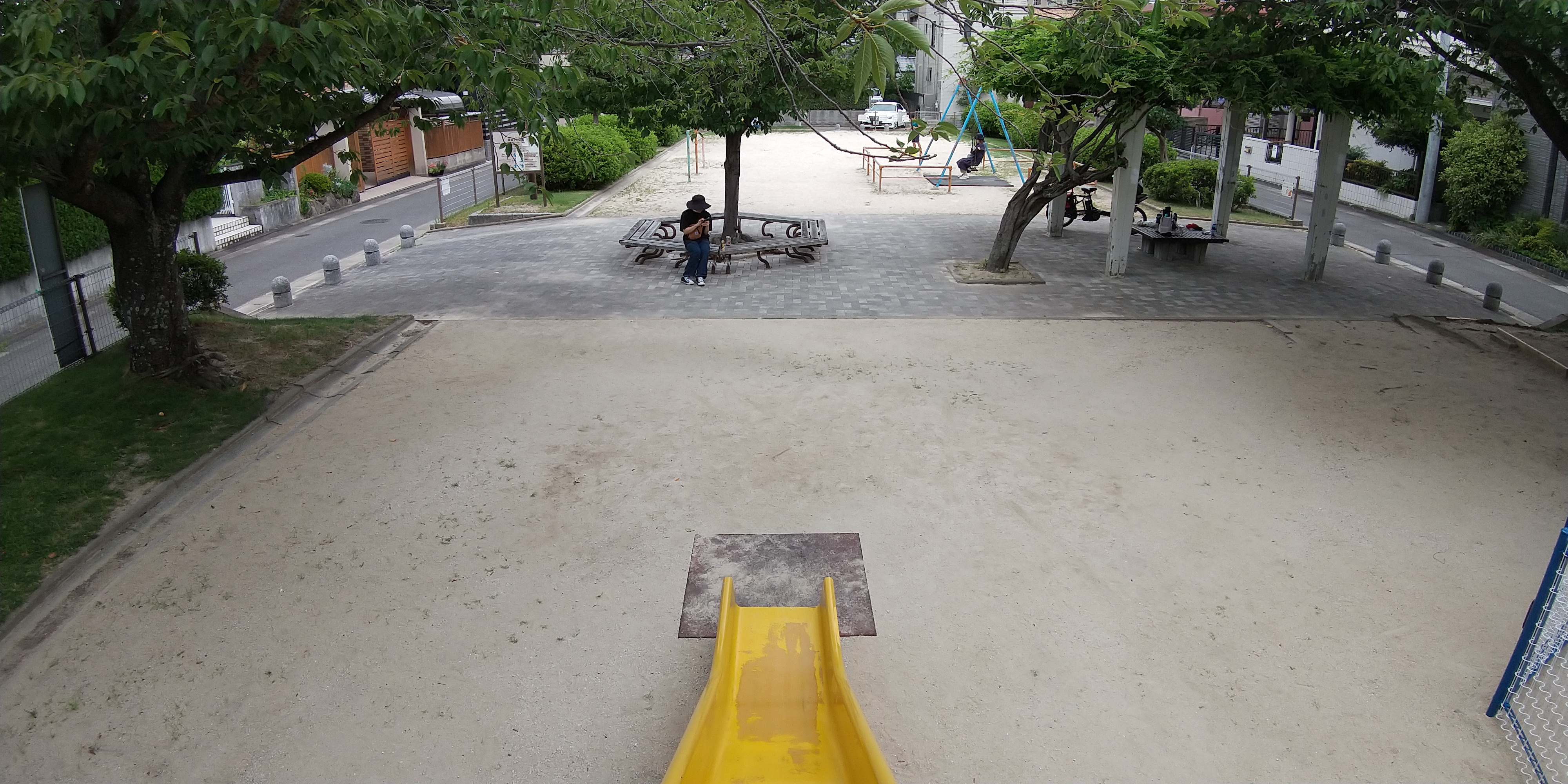
藤崎1号公園

### 学校
町内に学校は存在しないが、校区については、小学校区、中学校区についてそれぞれ次の学校の校区に属する。
- 小学校：室見小学校（室見三丁目）[注釈 6]
- 中学校：高取中学校（原三丁目）

### 金融機関
- 西日本シティ銀行藤崎支店
- 福岡信用金庫藤崎出張所

### 商業施設
町内北側の明治通りの沿線（商業地域）や西側の原通りの沿線（第二種住居地域）には商業施設等が多く立地するが、藤崎二丁目の住宅街（第一種住居地域）の中にも次のスーパーマーケットがある。
- マミーズ紅葉店[注釈 7]

主な商業施設の写真
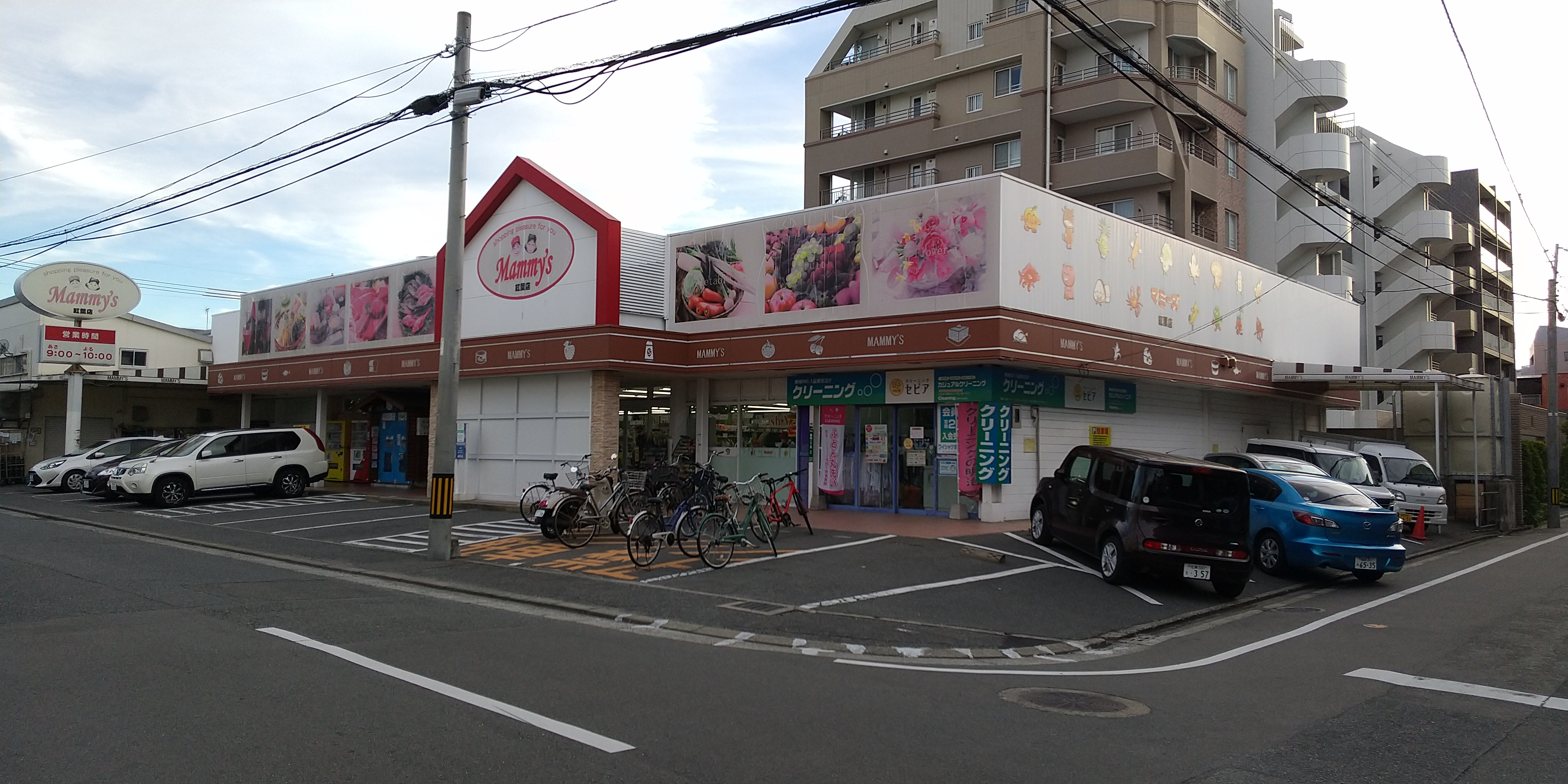
マミーズ紅葉店

## 名所・旧跡
- 藤崎遺跡[注釈 8][19]
- 猿田彦神社 (福岡市)[注釈 9]
- 一里塚跡（再建）[注釈 10][21]

主な名所・旧跡
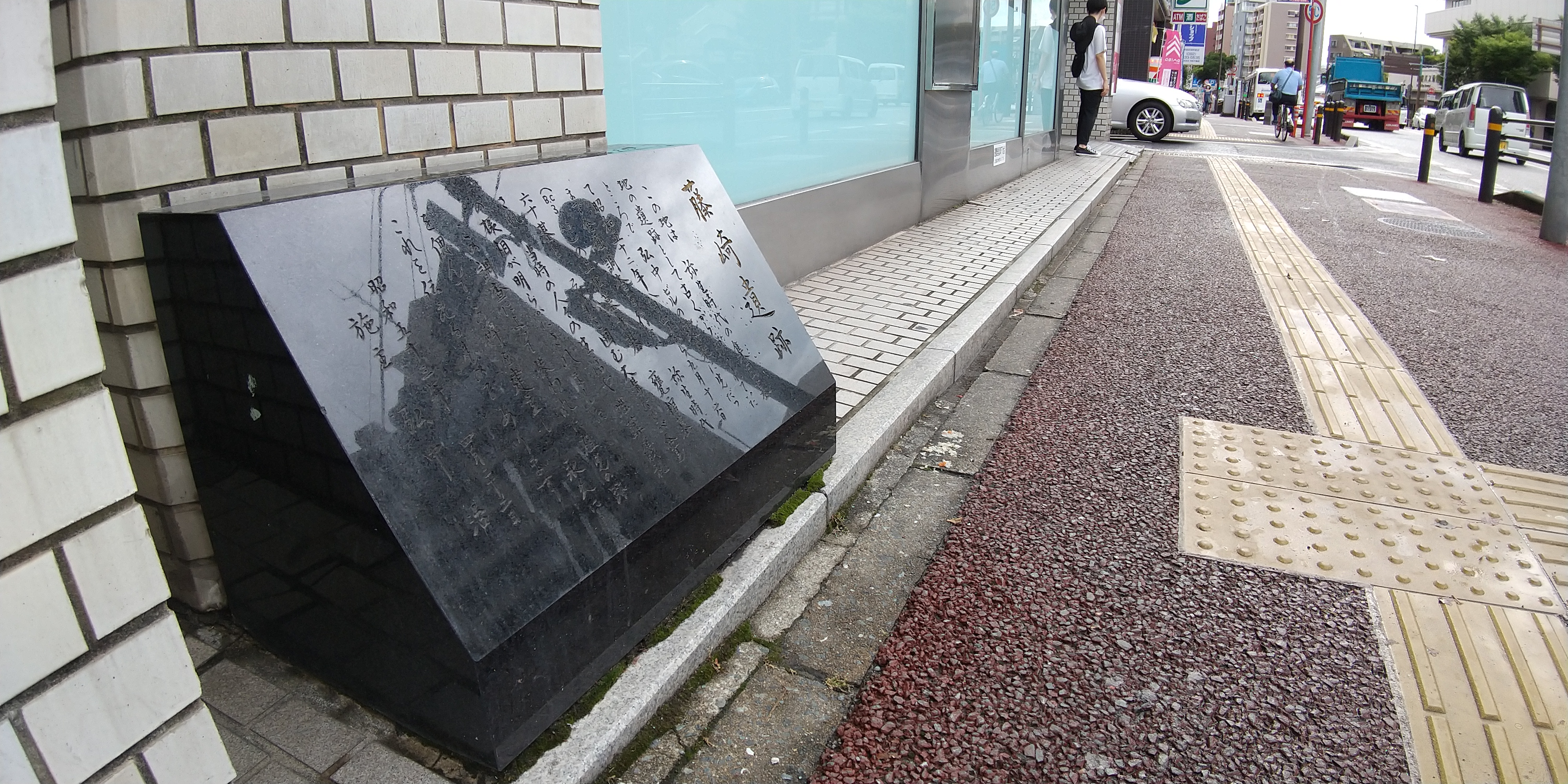
藤崎遺跡（高取、百道及び藤崎にまたがる範囲、石碑は高取二丁目17番37号）
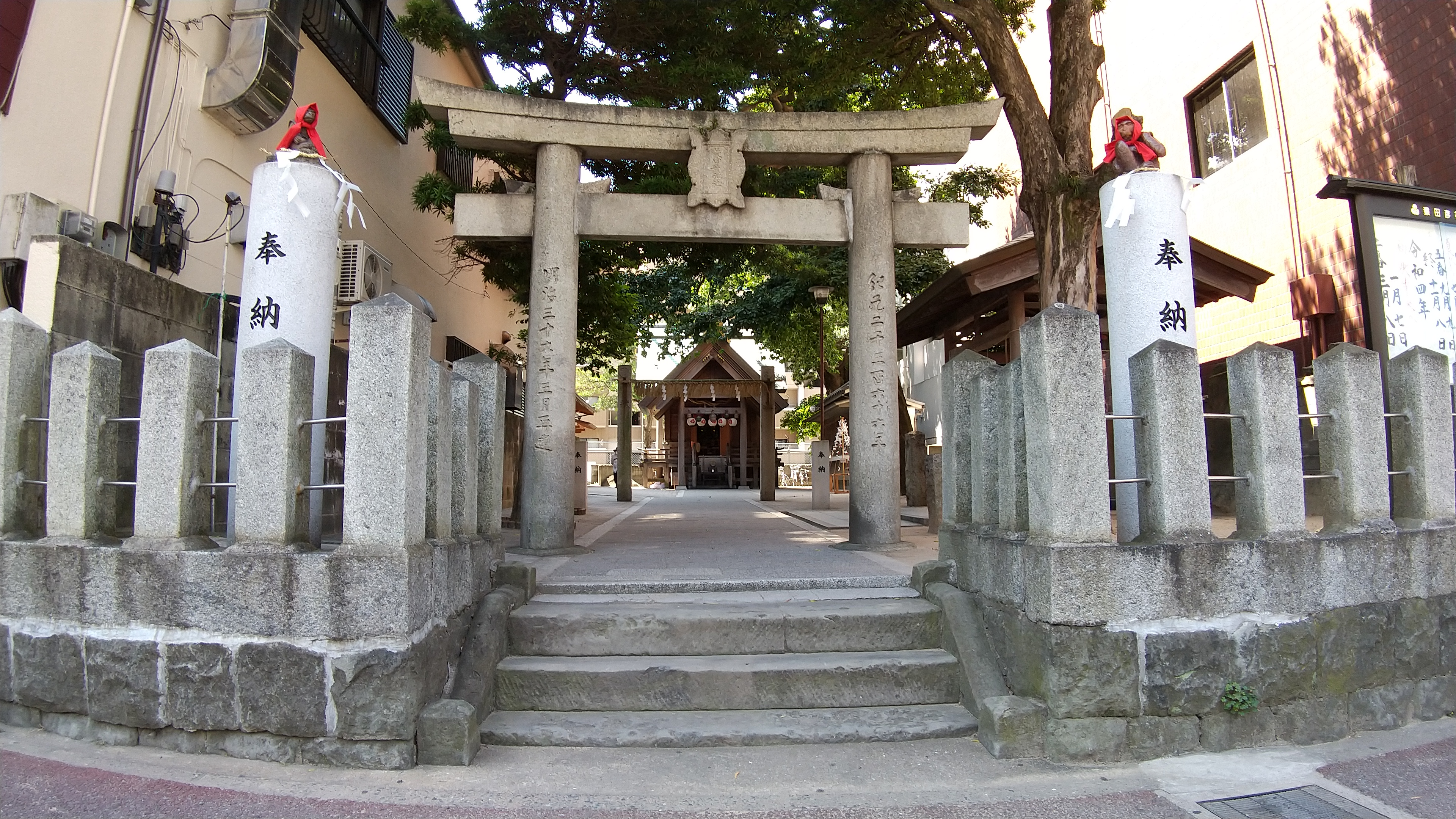
猿田彦神社
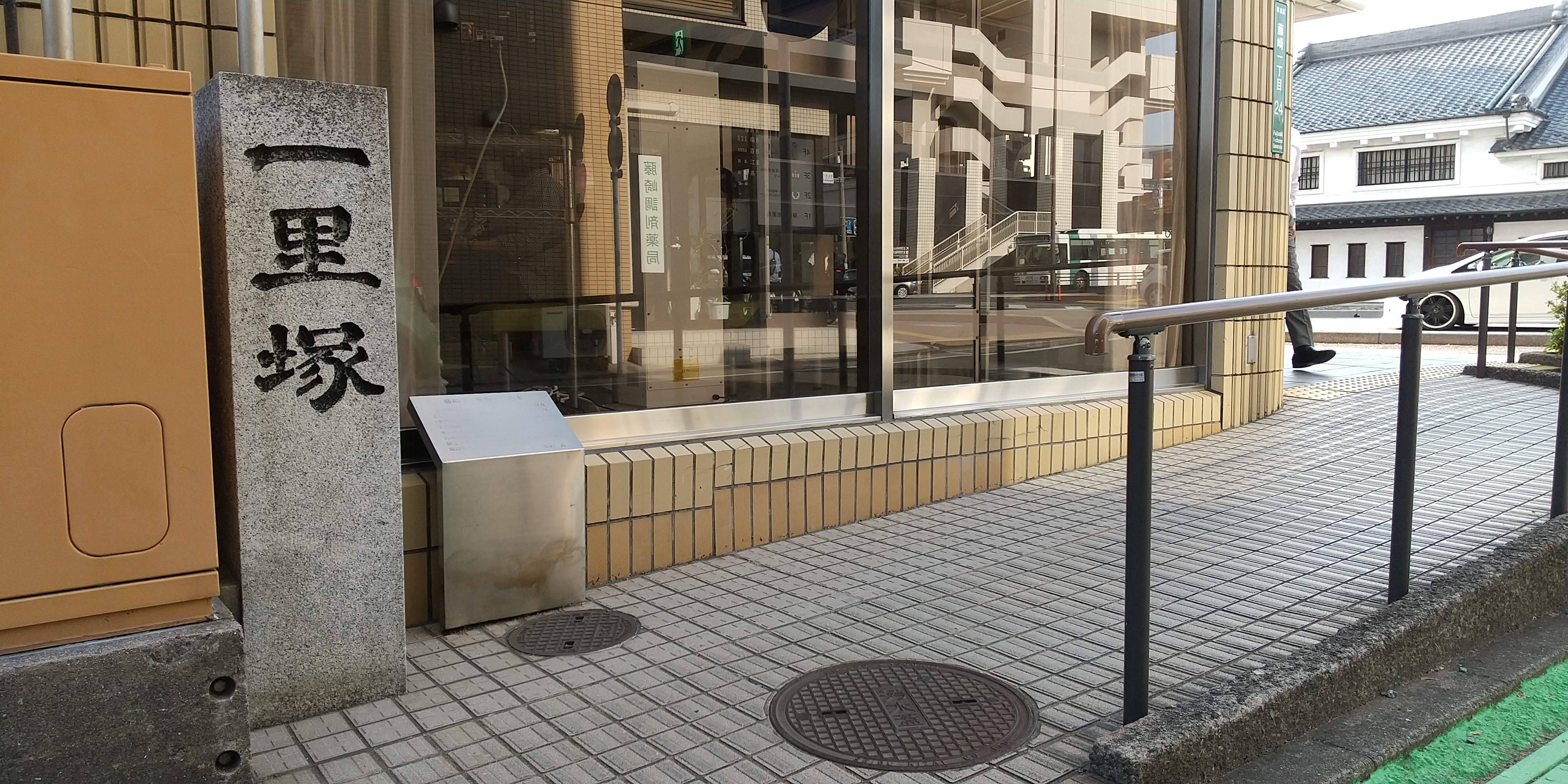
一里塚（藤崎）